# Algrunden, Nagu
Algrunden är en ö nära Ängsö i Nagu,  Finland.   Den ligger i Pargas stad i den ekonomiska regionen  Åboland  och landskapet Egentliga Finland. Ön ligger omkring 2 kilometer sydost om Ängsö, omkring 14 kilometer sydväst om Nagu kyrka, 49 kilometer sydväst om Åbo och 180 km väster om Helsingfors. Närmaste allmänna förbindelse är förbindelsebryggan vid Ängsö som trafikeras av M/S Cheri.